# Fritz Schönberg (Diplomat)
Wilhelm Otto Fritz Schönberg (geboren 12. Dezember 1878 in Berlin; gestorben 9. Februar 1968) war ein deutscher Diplomat.

## Leben
Fritz Schönberg war Sohn eines Hotelbesitzers. Er besuchte das Köllnische Gymnasium, das Gymnasium in Freienwalde und das Humboldt-Gymnasium in Berlin.  Ab 1898 studierte er Jura in Berlin und machte 1900 eine Diplomprüfung in türkischer Sprache am Seminar für Orientalische Sprachen. 1902 wurde er mit einer Dissertation über Handelsrecht promoviert, trat in den Dragomandienst des Auswärtigen Amts ein und wurde bis Kriegsende 1918 als Diplomat im Osmanischen Reich eingesetzt. 1919 bis 1922 war er als Konsul Geschäftsträger in Kaunas im neugegründeten Litauen. Von 1926 bis 1932 war er Konsul in Galatz in Rumänien.
Im Januar 1938 wurde er Generalkonsul in Saloniki. Nach der deutsch-italienischen Eroberung Griechenlands 1941 war Schönberg aktiv an der Ghettoisierung und Deportation der Juden Salonikis in das KZ Auschwitz beteiligt. Er meldete dem Auswärtigen Amt am 15. März 1943 die erste Deportation von Juden aus Saloniki und unterstützte den Vorschlag, ansässige Juden anderer Staatsangehörigkeit abzuschieben.
Mitte 1943 kehrte er nach Berlin zurück und wurde im November 1944 in den Ruhestand versetzt. In den 1960er Jahren wurde von der Staatsanwaltschaft Koblenz ohne Ergebnis gegen ihn und den seinerzeitigen deutschen Bevollmächtigten in Athen Günther Altenburg ermittelt.